# زاوية سيدي بالوة الزواوي
زاوية رجاونة أو زاوية سيدي بالوة  هي إحدى الزوايا في الجزائر التابعة لمنهاج الطريقة الرحمانية، والواقعة في «قرية رجاونة البور» داخل بلدية تيزي وزو بدائرة تيزي وزو ضمن ولاية تيزي وزو.

## التأسيس
تأسست زاوية رجاونة بعد انتهاء الحرب العالمية الثانية في يوم 2 سبتمبر 1945م.
فانطلقت أشغال بنائها قرب ضريح سيدي بالوة الزواوي خلال عام 1946م الموافق لعام 1365هـ.
وكان من بين المشرفين على بنائها القائد محمد بن أعمر بلحسين إثر عودته من بولوغين في مدينة الجزائر أين كان يمثل قدماء المحاربين والمعطوبين الزواوة أثناء الحرب العالمية الأولى.
ودام إنجاز الزاوية عامين كاملين ليتم افتتاحها خلال عام 1948م الموافق لعام 1367هـ.

## المهام
ظلت زاوية رجاونة منذ تأسيسها في عام 1948م تعمل على تعليم القرآن الكريم وعلوم اللغة العربية بالتنسيق مع مشيخة الطريقة الرحمانية في زاوية الهامل.
وكان منهاجها التعليمي منضبطا بالمرجعية الدينية الجزائرية وفق العقيدة الأشعرية والفقه المالكي والتصوف الجنيدي.
واستعانت في أداء مهمتها الشريفة بكل من مشايخ زاوية بونوح وزاوية الأربعاء نايث إيراثن وزاوية سيدي سحنون الإيراثني وغيرها من الزوايا السنية.
وكانت تسعى إلى التكافل والتضامن الاجتماعيين مع سكان رجاونة وما حولها من خلال تنظيم «ثيمشرط» أو «الوزيعة» مع «التويزة» دوريا.

## هدمها في 1957م

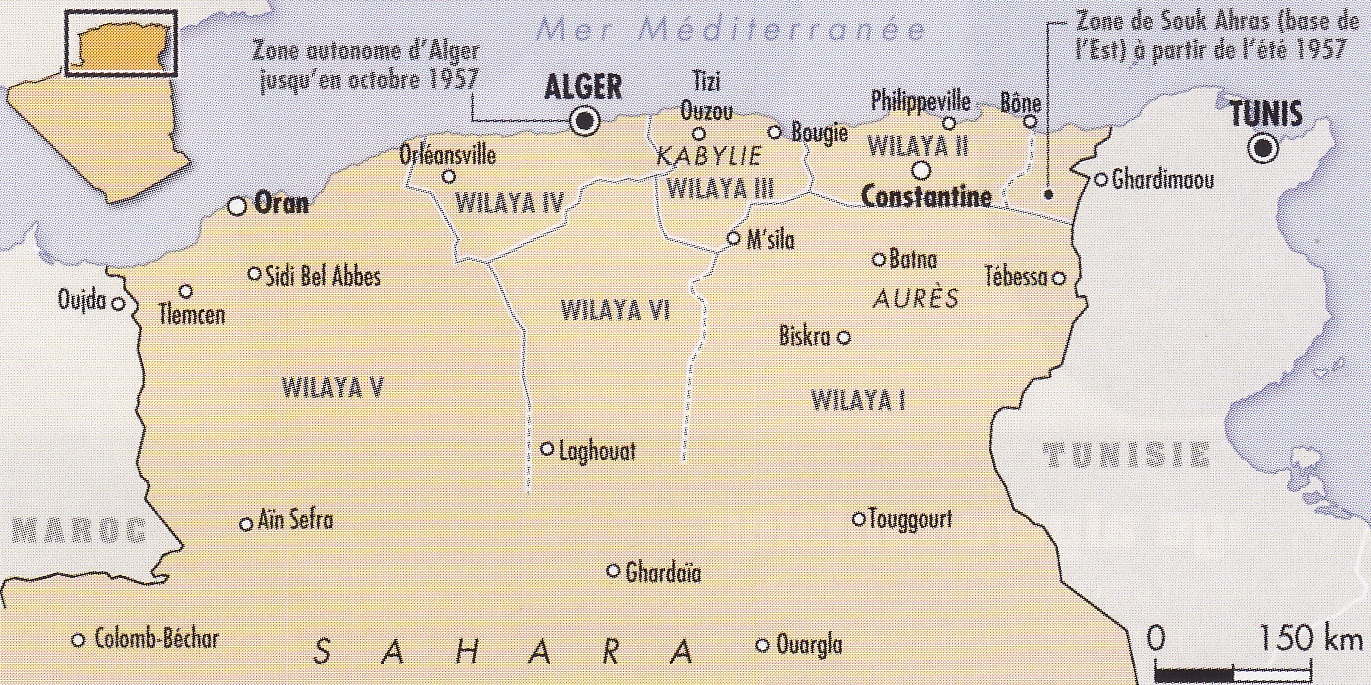
الولاية التاريخية الثالثة

قام الاحتلال الفرنسي للجزائر بهدم زاوية رجاونة خلال سنة 1957م الموافقة لسنة 1377هـ بعد انعقاد مؤتمر الصومام إثر سنتين من اندلاع ثورة تحرير الجزائر.
ذلك أن المجاهدين في الولاية التاريخية الثالثة كانوا يلجأون إلى هذه الزاوية المطلة على مدينة تيزي وزو، ومن بينهم مولود بلحسين، ورمضان الكشاي، ومحمد مولود أوعمران، وأرزقي أوشان، ومحمد زيدان.
فقد كانت قرية سيدي بالوة مع قرية ثالة علام من بين مراكز عبور المجاهدين حول مدينة تيزي وزو لتفادي الاشتباك مع جيش الاحتلال الفرنسي.
فتفطن الفرنسيون لذلك، وقاموا بالهجوم على الزاوية في 1957م بعد أشهر قليلة من انعقاد مؤتمر الصومام، وقبل أن يهجموا بعد سنوات على قرية ثالة علام في يوم 11 أفريل 1960م لتفكيك مراكز إيواء المجاهدين حول تيزي وزو.
فقد قام عناصر «مغاوير الاستعلام والتدخل في منطقة القبائل» (بالفرنسية: Commando des Renseignements et Interventions en Kabylie) بتفخيخ الزاوية في 1957م قبل تفجيرها وهدمها.
وكان هؤلاء «المغاوير» (بالفرنسية: C.R.I.K.) تابعين لسلطة "مصلحة التوثيق الخارجي والجوسسة المضادة" (بالفرنسية: Service de documentation extérieure et de contre-espionnage) التي استخدمها ميشال دوبريه لمحاولة القضاء على ثورة تحرير الجزائر.
وقد تم استقدام «المغاوير» (بالفرنسية: C.R.I.K.) من كورسيكا أين كان يوجد "الفوج الحادي عشر من مظليي الصاعقة" (بالفرنسية: 1er bataillon parachutiste de choc) الذي كان «الذراع المسلح» لمصالح وزارة الداخلية الفرنسية آنذاك لإنجاز «المهام الخاصة».
وتم استخدام موقع الزاوية بعد هدمها لتمركز "الفوج 137 من جنود المدفعية" (بالفرنسية: 137e régiment d'infanterie) الذي أنشأ «خلية حرب نفسية» ضد جبهة التحرير الوطني الجزائري في منطقة القبائل.

## إعادة البناء في 1985م

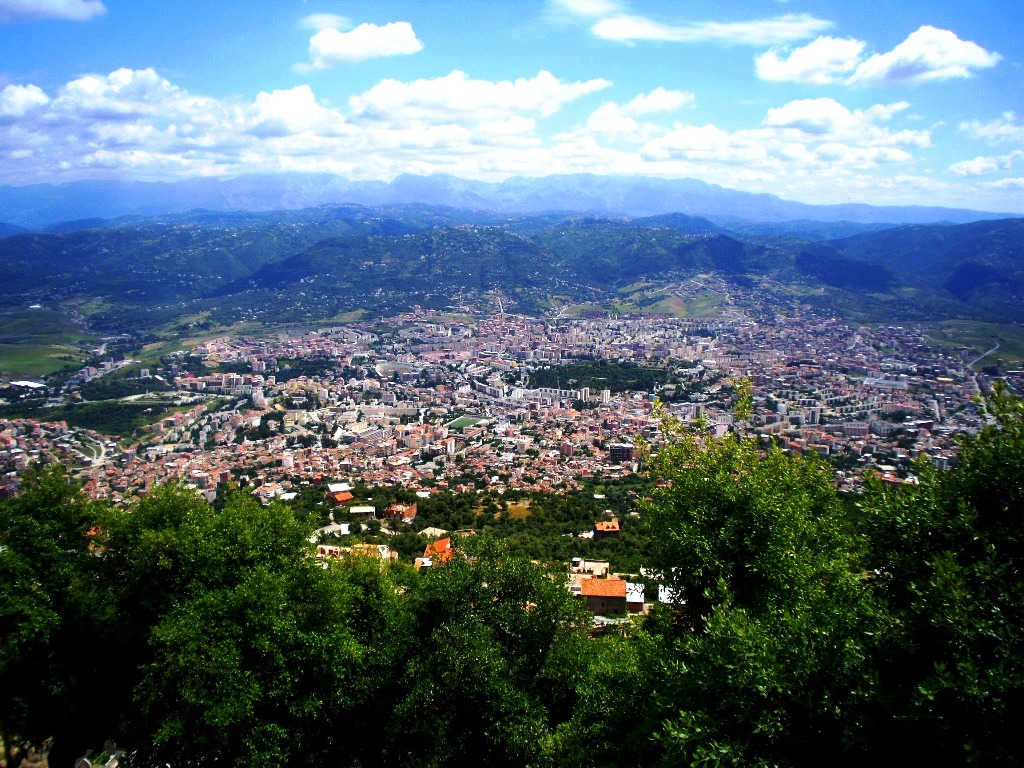
منظر مدينة تيزي وزو من أعالي جبل رجاونة

تم الشروع في إعادة بناء زاوية رجاونة خلال عام 1985م الموافق لعام 1405هـ بعد 23 عاما من استقلال الجزائر.
وقد ساهم المواطنون من عرش رجاونة ومن كل روش ولاية تيزي وزو في تمويل هذا المشروع المتوافق مع المرجعية الدينية الجزائرية الأصيلة.
ودام أشغال إنجاز الزاوية خمسة أعوام كاملة ليتم افتتاحها خلال عام 1990م الموافق لعام 1410هـ.

## التصنيف الديني الوطني
تم اعتماد زاوية رجاونة رسميا من طرف وزارة الشؤون الدينية والأوقاف الجزائرية خلال عام 2003م.
فقام الوزير أبو عبد الله غلام الله بعملية التدشين الرمزي لهذه الزاوية في يوم الخميس 21 أوت 2003م الموافق ليوم 23 جمادى الثانية 1424هـ.
وكان الوزير مرفوقا بمناسبة هذا الحفل البهيج من طرف عبد الرحمن شيبان، رئيس جمعية العلماء المسلمين الجزائريين آنذاك، مع السياسي عبد القادر مرباح والعديد من المسؤولين والمنتخبين المحليين في ولاية تيزي وزو.

## المرافق

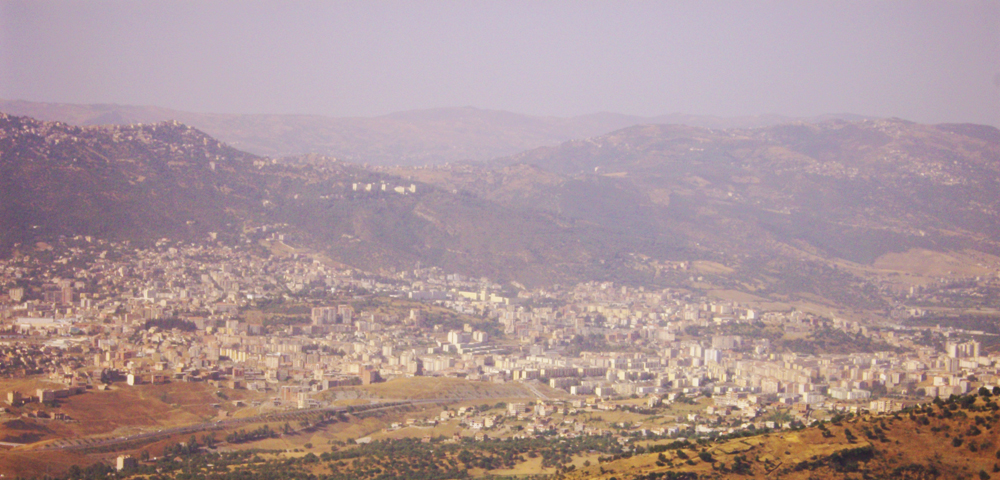
قرية ثالة علام أسفل جبل رجاونة

تضم زاوية رجاونة حاليا عدّة مرافق، أهمّها:
1. المسجد الجامع بقدرة استيعاب 1 000 مصل.
2. قاعتان للدراسة.
3. ثلاثة مراقد نوم بقدرة استيعاب 150 طالب قرآن.
4. أربعة مساكن وظيفية[الفرنسية].
5. مكتبة.
6. مكاتب.
7. قاعات إطعام[الفرنسية].
8. غرف لإقامة الزائرين.
9. ضريح سيدي بالوة الزواوي

## شيوخ الزاوية

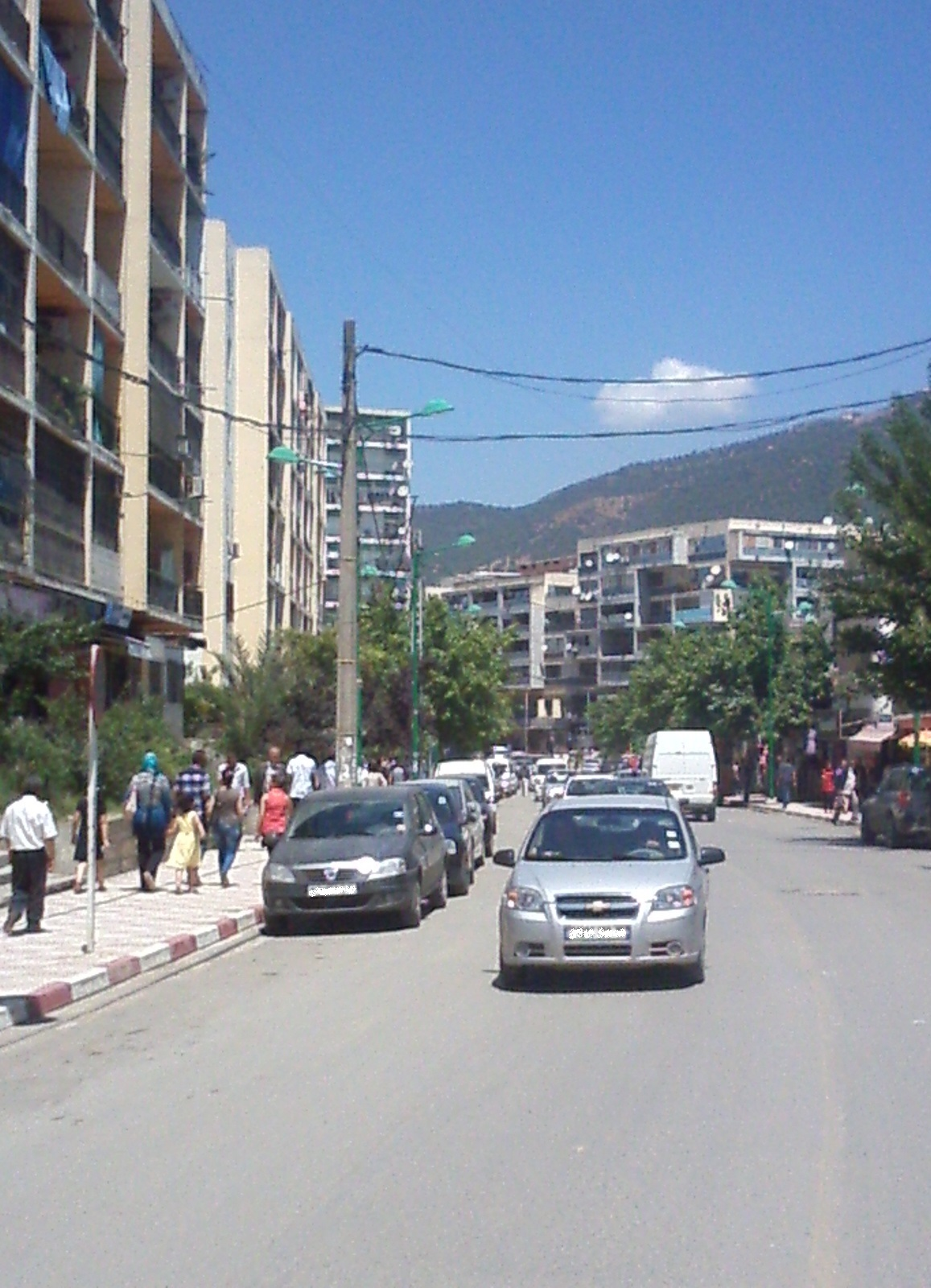
جبل رجاونة يطل على مدينة تيزي وزو

| رقم | الشيخ           | البداية | النهاية |
| --- | --------------- | ------- | ------- |
| 01  | عبد الرحمن صدوق | 2004م   | 2018م   |

## أعلام الزاوية
- محمد بلحسين[الفرنسية]
- سعيد سليماني[الفرنسية]
- أحمد عصما
- رابح عصما
- عمر آيت أعمر
- علي آيت أعمر
- علي الشيخ
- أحمد سويبس
- أعمر بلحسين
- أحمد حموتان
- أعمر عميروش
- مزيان حداوي
- أحمد سيدهم
- أمحمد صبايحي
- شعبان كوروغلي
- محي الدين بونار
- محمد زيدان
- أكلي مالكي
- أحمد فرج

## الموقع
تقع «زاوية رجاونة» في ولاية تيزي وزو، غير بعيد عن ولاية بومرداس، في قمة جبل رجاونة الذي يجري حوله وادي سيباو.
وهذا الموقع الرائع قرب غابة بالوة وغابة حروزة يجعل منه موقعا استراتيجيا يطل على مدينة تيزي وزو ويقابل الحديقة الوطنية جرجرة.
«زاوية سيدي بالوة الزواوي» على بُعد مستقيم قدره 17 كلم إلى الجنوب من البحر الأبيض المتوسط، وعلى بُعد مستقيم قدره 50 كلم إلى الغرب من بحيرة أكفادو.
وتقع هذه الزاوية في بلدية تيزي وزو ضمن دائرة تيزي وزو بمنطقة القبائل.

## التوسعة
انطلق مشروع توسعة «زاوية رجاونة» مباشرة بعد تدشينها الرسمي في عام 2003م.
كما بُرمج تزويدها بالتدفئة المركزية قصد توفير ظروف إقامة ودراسة مُريحة.

### مواضيع ذات صلة
- المرجعية الدينية الجزائرية
- وزارة الشؤون الدينية الجزائرية
- الحزب الراتب: الحزاب - الباش حزاب - السلكة
- الزوايا في الجزائر
- الطريقة الرحمانية
- زاوية سيدي بوسحاقي
- زاوية بونوح
- محمد بن عبد الرحمن الأزهري
- الشيخ الحداد
- طريقة صوفية
- صوفية
- تاريخ التصوف
- منطقة القبائل
- جبال جرجرة
- ولاية تيزي وزو
- دائرة تيزي وزو
- بلدية تيزي وزو
- قرية رجاونة البور[الفرنسية]
- قرية رجاونة تاشت[الفرنسية]

### فايسبوك
- زاوية سيدي بالوة الزواوي  على فيسبوك.

### فيديوهات
- تعريف "زاوية سيدي بالوة" في "رجاونة" بولاية تيزي وزو على يوتيوب
- تلاوة للقارئ "عبد الرحمن صدوق" شيخ "زاوية رجاونة" بولاية تيزي وزو على يوتيوب
- درس في زاوية سيدي بالوة الزواوي: كتاب "إعلام الموقعين عن رب العالمين" لابن قيم الجوزية (الجزء: 1) على يوتيوب
- درس في زاوية سيدي بالوة الزواوي: كتاب "إعلام الموقعين عن رب العالمين" لابن قيم الجوزية (الجزء: 2) على يوتيوب

### وصلات خارجية
- الموقع الرسمي لوزارة الشؤون الدينية والأوقاف الجزائرية
- موقع ولاية تيزي وزو